# 키르클라렐리주

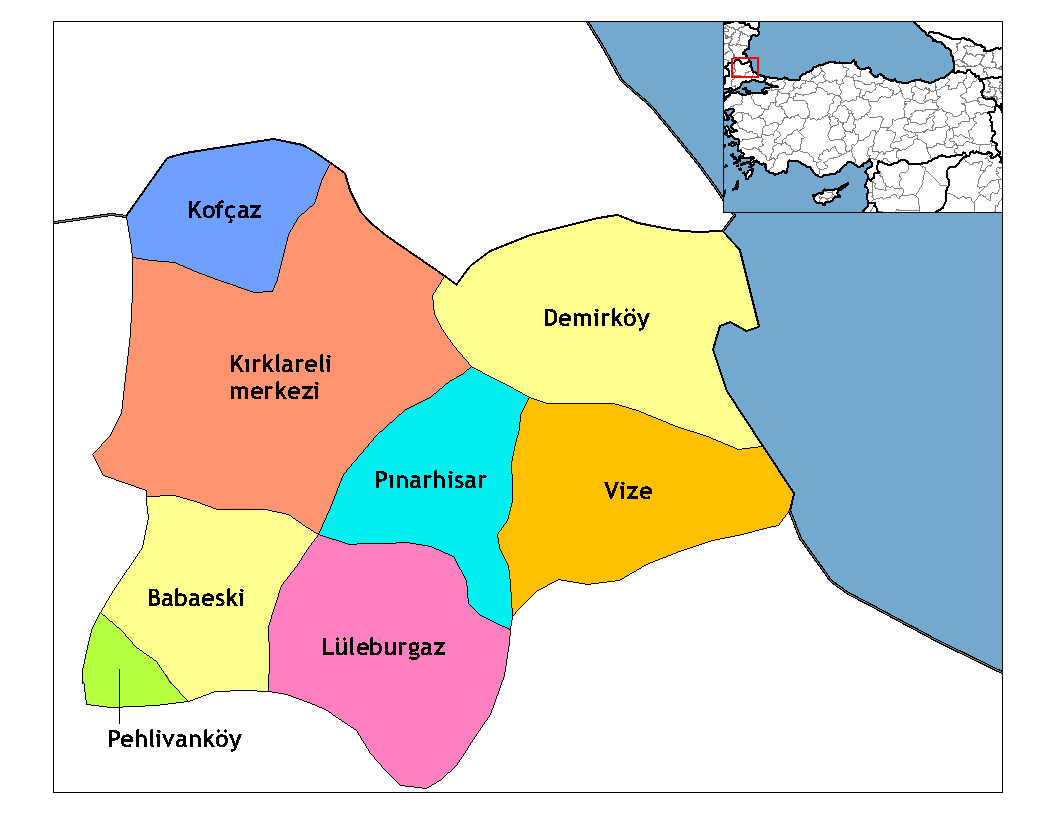

키르클라렐리주(튀르키예어: Kırklareli ili)는 튀르키예 북서부와 흑해 서부 연안에 위치한 주로, 마르마라 지역에 속한다. 주도는 키르클라렐리이며 면적은 6,550km2, 인구는 326,950명(2007년 기준), 자동차 번호는 39번, 시외전화 지역번호는 0288번이다. 북쪽으로는 불가리아와 국경을 접하고 있고 서쪽으로는 에디르네주, 남쪽으로는 테키르다주, 남동쪽으로는 이스탄불주와 접하며 8개 군을 관할한다.